# Matthew Richards
Matthew Richards (conocido como Matt Richards; Worcester, 17 de diciembre de 2002) es un deportista británico que compite en natación, especialista en el estilo libre.
Participó en dos Juegos Olímpicos de Verano, obteniendo tres medallas, oro en Tokio 2020, en la prueba de 4 × 200 m libre, y dos en París 2024, oro en 4 × 200 m libre y plata en 200 m libre.
Ganó cinco medallas en el Campeonato Mundial de Natación entre los años 2023 y 2025, cinco medallas en el Campeonato Europeo de Natación, en los años 2021 y 2022, y tres medallas en el Campeonato Europeo de Natación en Piscina Corta de 2023.
En 2022 fue nombrado miembro de la Orden del Imperio Británico (MBE). 
Está casado con la nadadora Emily Large.

## Palmarés internacional
| Juegos Olímpicos                    | Juegos Olímpicos    | Juegos Olímpicos  | Juegos Olímpicos        |
| Año                                 | Lugar               | Medalla           | Prueba                  |
| ----------------------------------- | ------------------- | ----------------- | ----------------------- |
| 2020                                | Tokio (Japón)       | Medalla de oro    | 4 × 200 m libre         |
| 2024                                | París (Francia)     | Medalla de oro    | 4 × 200 m libre         |
| 2024                                | París (Francia)     | Medalla de plata  | 200 m libre             |
| Campeonato Mundial                  |                     |                   |                         |
| Año                                 | Lugar               | Medalla           | Prueba                  |
| 2023                                | Fukuoka (Japón)     | Medalla de oro    | 200 m libre             |
| 2023                                | Fukuoka (Japón)     | Medalla de oro    | 4 × 200 m libre         |
| 2023                                | Fukuoka (Japón)     | Medalla de bronce | 4 × 100 m libre mixto   |
| 2024                                | Doha (Catar)        | Medalla de bronce | 4 × 100 m estilos mixto |
| 2025                                | Singapur (Singapur) | Medalla de oro    | 4 × 200 m libre         |
| Campeonato Europeo                  |                     |                   |                         |
| Año                                 | Lugar               | Medalla           | Prueba                  |
| 2021                                | Budapest (Hungría)  | Medalla de plata  | 4 × 100 m libre         |
| 2021                                | Budapest (Hungría)  | Medalla de plata  | 4 × 200 m libre         |
| 2022                                | Roma (Italia)       | Medalla de oro    | 4 × 200 m libre mixto   |
| 2022                                | Roma (Italia)       | Medalla de plata  | 4 × 100 m libre mixto   |
| 2022                                | Roma (Italia)       | Medalla de bronce | 4 × 100 m libre         |
| Campeonato Europeo en Piscina Corta |                     |                   |                         |
| Año                                 | Lugar               | Medalla           | Prueba                  |
| 2023                                | Otopeni (Rumania)   | Medalla de oro    | 200 m libre             |
| 2023                                | Otopeni (Rumania)   | Medalla de oro    | 4 × 50 m libre          |
| 2023                                | Otopeni (Rumania)   | Medalla de plata  | 4 × 50 m estilos        |